# Halowe Mistrzostwa Europy w Lekkoatletyce 1984 – skok w dal kobiet
Skok w dal kobiet – jedna z konkurencji technicznych rozgrywanych podczas halowych lekkoatletycznych mistrzostw Europy w  hali Scandinavium w Göteborgu. Rozegrano od razu finał 3 marca 1984. Zwyciężyła reprezentantka Wielkiej Brytanii Susan Hearnshaw. Tytułu zdobytego na poprzednich mistrzostwach nie obroniła Eva Murková z Czechosłowacji, która tym razem zdobył srebrny medal.

## Rezultaty
Rozegrano od razu finał, w którym wzięło udział 5 skoczkiń.

Opracowano na podstawie materiału źródłowego.
| Poz. | Zawodniczka        | Reprezentacja   | Próby | Próby | Próby | Próby | Próby | Próby | Wynik | Uwagi |
| Poz. | Zawodniczka        | Reprezentacja   | 1     | 2     | 3     | 4     | 5     | 6     | Wynik | Uwagi |
| ---- | ------------------ | --------------- | ----- | ----- | ----- | ----- | ----- | ----- | ----- | ----- |
| 01 ! | Susan Hearnshaw    | Wielka Brytania | x     | 6,63  | 6,70  | 6,62  | x     | 6,70  | 6,70  | NR    |
| 02 ! | Eva Murková        | Czechosłowacja  | 6,47  | 6,55  | 6,46  | 6,51  | 6,54  | 6,47  | 6,55  |       |
| 03 ! | Stefania Lazzaroni | Włochy          | 5,80  | x     | 6,08  | 5,78  | 5,87  | x     | 6,08  |       |
| 4.   | Pia Sandberg       | Szwecja         | x     | x     | 5,60  | 5,88  | 5,84  | 5,93  | 5,93  |       |
| 5.   | Siv Christensen    | Norwegia        | x     | 5,68  | 5,61  | 5,65  | x     | x     | 5,68  |       |